# Станкерас, Пятрас
Пятрас Станкерас (род. 29 июня 1948 г. в г. Тракай) — литовский историк.
В 1972 году окончил Вильнюсский государственный педагогический институт, исторический факультет. В 1973—1977 годах старший научный сотрудник Центрального государственного архива Литвы. В 1977—1982 годах старший инженер Организационно технического треста прокладки дорог. С 29 марта 1982 до 1990 года офицер внутренних дел Литовской ССР; с 1990 по 2000 г. сотрудник министерства внутренних дел Литовской Республики, подполковник; с 2000 года до 25 ноября 2010 года карьерный государственный служащий министерства внутренних дел Литовской Республики, занимался подготовкой стратегических планов. Является членом ассоциации ветеранов полиции Литвы.
В 2000 году защитил докторскую диссертацию в области гуманитарных наук по теме «Литовская полиция во время нацистской оккупации в 1941—1944 годах (организационная структура и персонал)». Соавтор 12 научных монографий, автор 250 статей в научных и научно-популярных изданиях Литвы, Польши и США.
С 15-летнего возраста интересуется историей Второй мировой войны, историей национал-социалистической Германии и итальянского фашизма. Исследует историю литовской полиции. Составил 20 000-ю картотеку деятелей Третьего Рейха, собрал 100 000 фотографий по этой теме. Пятрас Станкерас рецензент трёх монографий, автор научных комментариев в книгах и публикаций в Интернете. Участвовал и делал доклады на национальных и международных научных конференциях историков, участвовал в передачах литовских радиостанций. Провёл научно-правовую экспертизу иллюстраций некоторых страниц Интернета. Член совета Общества военной истории Литвы.
26 ноября 2010 года Генпрокуратура Литвы начала расследование в связи с опубликованной в журнале «Veidas» статьей Пятраса Станкераса «Международный военный трибунал в Нюрнберге — самый большой юридический фарс в истории». Расследование было начато после того, как рассмотрели обращение Литовского центра по правам человека от 24 ноября 2010 года. По словам представителей центра, в указанной статье, возможно, грубо, оскорбительно умаляется геноцид евреев, факт которого публично признал международный суд. В статье П. Станкераса сказано: «Важно и то, что на Нюрнбергском процессе законное основание получила легенда о 6 млн якобы убитых евреев, хотя у суда на самом деле не было ни одного документа, подписанного Гитлером, об убийстве евреев».
Послы семи европейских государств направили руководству Литвы письмо, в котором выразили недовольство выросшим в Литве антисемитизмом. Письмо подписали послы Финляндии, Швеции, Норвегии, Эстонии, Великобритании, Франции, Польши и Голландии. Центр Симона Визенталя обратился в правительство Литвы с требованием привлечь к уголовной ответственности служащего Министерства внутренних дел П. Станкераса, который, по словам представителя центра, заявил, что Холокост — это легенда, на самом деле геноцида евреев никогда не было. Прокуратура установила, что историк Пятрас Станкерас отрицал не Холокост, а количество убитых евреев. Отрицание самого факта Холокоста произошло из-за ошибки при редактировании. Прокуратура прекратила досудебное расследование против Пятраса Станкераса в связи с отсутствием, по их мнению, уголовного преступления. Центр Симона Визенталя осудил решение литовского прокурора о прекращении дела против него за отрицание Холокоста. По словам Довида Kaца, это первый раз в истории независимой Литвы, когда была попытка отрицать Холокост.